# Thijs Tonnaer
Thijs Tonnaer (Thorn, 18 april 1955) is een Nederlands dirigent en klarinettist.
Thijs Tonnaer speelde klarinet bij de Koninklijke Harmonie van Thorn en vervolgde zijn muzikale studies aan het Conservatorium Maastricht. Hij studeerde onder andere bij Martin Koekelkoren. In 1977 rondde hij zijn opleiding HaFa-directie 'cum laude' af en begin jaren tachtig behaalde hij zijn diploma Docerend Musicus Klarinet.
Reeds vanaf zijn achttiende jaar was Tonnaer werkzaam als dirigent van diverse Limburgse orkesten van Kaalheide tot Venlo en behaalde hij diverse successen, waaronder promoties en nationale titels in ere- en superieure afdeling. 
Hij was onder meer dirigent bij Harmonie St. lucia Neeritter, Harmonie Fortissimo Venlo, Harmonieorkest "St. Jozef" Kaalheide, Harmonie de Unie Sevenum, Fanfare De Echo Hout-Blerick,Fanfare Monte Corona, Grashoek, Harmonie Amicitia Roggel en kort bij de Koninklijke Harmonie van Horst.
Thijs Tonnaer werd in 1982 met harmonie St. Jozef landskampioen in de superieure afdeling harmonie in Poeldijk. In 1998 behaalde hij met harmonie Amicitia uit Roggel de Nationale titel in de ere-afdeling te Venlo met 329,5 punten, een eerste prijs met lof der jury.
Met Harmonie St. Lucia uit Neeritter behaalde Thijs Tonnaer grote successen zoals het verkrijgen van de witte kampioenswimpel in 1977 te Etten-Leur en 1988 te Poeldijk en de fel begeerde oranje wimpel in 1993 te Venlo. Tevens was hij met harmonie St. Lucia algemeen winnaar van het internationale muziekconcours te Zichen-Zussen-Bolder in 1982 en 1987.
Van 1977 t/m 2010 voerde hij de directie over Harmonie St. Cecilia Grevenbicht-Papenhoven, als opvolger van August Thissen. Met St. Cecilia behaalde hij 7 keer een eerste prijs, waarvan 4 keer met lof der jury. Een van de muzikale hoogtepunten was de deelname aan het bondsconcours te Weert in 1994, 336 punten met lof der jury. 
Door het lof-resultaat in 1999 verwierf St. Cecilia het recht in de concertafdeling uit te komen. In 2011 werd  Thijs Tonnaer - vanwege zijn grote verdiensten voor de harmonie - bij gelegenheid van zijn afscheid benoemd tot Lid van Verdiensten met de titel Ere-dirigent. 
Op 6 en 7 januari 2012 werd in de Tsjechische hoofdstad Praag in het Smíchov Theater het zeer bekende Mezinárodní Festival gehouden voor blaasorkesten uit diverse Europese  landen.  Tonnaer won als dirigent van Koninklijk Erkende Harmonie St. Caecilia uit Ohé en Laak de dirigentenprijs op het Mezinárodní (Internationale) Festival in Praag. 
In oktober 2015 werd hij met harmonie St. Caecilia Limburgs Kampioen in de 3e divisie met 91.25 punten een eerste prijs met promotie en lof der jury.
In oktober 2014 is hij als ere-dirigent benoemd bij harmonie St. Lucia Neeritter, na een dienstverband van 37 jaar.
Bij gelegenheid van zijn 25-jarig dirigentschap (bij drie orkesten te Neeritter, Roggel en Grevenbicht) werd hij in 2002 Koninklijk onderscheiden. 
Tegenwoordig dirigeert hij de orkesten in Ohé en Laak en Stevensweert. Naast zijn dirigentschap is Tonnaer werkzaam als zelfstandig docent klarinet, na vanaf 1975 werkzaam te zijn geweest bij het Centrum voor de Kunsten 'Kreato' te Thorn.